# Partido Comunista Libio
El Partido Comunista Libio (en árabe: حزب الشيوعي الليبي‎) fue un partido político de Libia.

## Historia

### Libia colonial
La filosofía marxista fue conocida en Libia mediante intelectuales burgueses que la adoptaron y estudiantes educados en el extranjero que entraron en contacto con el movimiento comunista.
El partido de los comunistas libios se formó en la clandestinidad poco después de la Segunda Guerra Mundial, contando mayoritariamente entre sus miembros con italianos. Actuaba legalmente como Asociación Política para el Progreso de Libia. Esta organización editaba el periódico Corriere del Lunedì («Correo del Lunes»).

### Monarquía libia
Para facilitar el gobierno del nuevo régimen monárquico, los británicos expulsaron a muchos italianos, incluyendo a numerosos comunistas: en noviembre de 1951, siete de los líderes del partido fueron expulsados del país, y la organización fue vigilada de cerca por la policía. La sede del partido estaba en Bengasi. Su influencia se limitaba a Cirenaica, y además esta influencia era pequeña y el partido tenía como principales obstáculos para difundirse a la religión y al dominio estadounidense y británico sobre la economía nacional. No obstante, los militantes comunistas participaron de manifestaciones estudiantiles contra el gobierno. En 1952 el gobierno prohibió los partidos políticos.

### Libia de Gadafi
Tras la Revolución del 1 de Septiembre, en 1969, el gobierno de la República liderada por Muamar el Gadafi reprimió a los comunistas libios. Él aseguró en 1972 que

«Debemos hacer una pausa para considerar los peligros del comunismo en nuestra área y también debemos actuar activamente con el objeto de eliminar todo resto de difusión comunista en la Nación Árabe. Nos acusarán de ser fanáticos porque prohibimos que sus libros penetren en nuestra región... pero todo lo que puedan imputar no son sino tonterías.»